# 代家坝镇
代家坝镇，是中华人民共和国陕西省汉中市宁强县下辖的一个乡镇级行政单位。
2015年，陕西省民政厅批复同意撤销巩家河镇，并入代家坝镇。

## 行政区划
代家坝镇下辖以下地区：
代家坝社区、麻柳湾村、街民村、大桥村、范家营村、桥沟村、朱家垭村、张家坝村、何家营村、徐家坝村、白猿沟村、堰坎村、马龙岩村、岗夹沟村、谢家渠村、南沙河村、高家河村、张家祠村、水平山村、五丁关村、两河口村、山坪村、元坝子村、赵家营村和二里坝村。

## 交通
- 阳安铁路：徐家坝站